# Хуан-Пабло Монтоя
Хуа́н-Па́бло Монто́я Рольда́н (ісп. Juan Pablo Montoya Roldán; 20 вересня 1975, Богота, Колумбія) — колумбійський автогонщик, чемпіон серій у Формулі-3000 1998 року і наймолодший чемпіон американських автоперегонів серії CART (1999). У 2001—2006 роках виступав у Формулі-1, після чого перейшов у серію NASCAR.
З дитинства любов до автоперегонів йому прищеплював батько, архітектор і любитель автомобільного спорту. Перш ніж потрапити у Формулу-1 Монтоя пройшов типові для гонщиків етапи картингу та молодших «Формул».
Монтоя вважався одним з найшвидших пілотів Формули-1 на початку 2000-х років і за час виступів у команді Williams він показав себе з найкращого боку. Успіхи пілота підштовхнули Рона Денніса укласти з ним контракт, і Монтоя став напарником Кімі Ряйкконена. Здалось, що Деннісу вдалось знову створити команду-мрію, як у ті часи, коли за команду McLaren виступали Айртон Сенна та Ален Прост. Але у 2005-му через травму та відновлення і у 2006 році, які складались для команди McLaren та її пілотів у цілому невдало, Монтойї не вдалось реалізувати свій потенціал і досягти серйозних результатів, в результаті чого влітку 2006 року Монтоя підписав контракт з американською серією NASCAR та після оголошення про це керівнику команди Рону Деннісу був відсторонений від участі у перегонах до кінця сезону. З 2007 року він бере участь у перегонах серії NASCAR. У 2009 році вперше потрапив у Chase — фінальну стадію боротьби за кубок NASCAR. За підсумками сезону зайняв 8-е місце.
26 жовтня 2002 року Хуан-Пабло одружився з Конні Фрайдель. У пари троє дітей: син Себастьян (нар. 11.04.2005 р.), дочки Пауліна (нар. 11.09.2006 р.) і Мануела (нар. 19.07.2010 р.).

## Початок спортивної кар'єри
Монтоя захопився картингом ще у 1981 році, а уже в дев'ятирічному віці отримав перемогу у перегонах національного дитячого чемпіонату з картингу. У 1986 році він виграв у юнацькому класі національного чемпіонату. У наступні три роки він активно брав участь та отримував перемоги у багатьох гонках в серії Kart Komet. Молодий Монтоя отримував перемоги на юнацьких чемпіонатах з картингу у Франції та Італії у 1990 та 1991 роках.
У 1992 Хуан-Пвбло брав участь в автоперегонах серії Formula Renault і в серії Skip Barber у США. У 1993 році Монтоя став учасником чемпіонату Swift GTI, де він отримав перемогу в семи з восьми гонок. У віці 19 років колумбієць брав участь у трьох серіях одночасно: Sudam 125 Karting, USA Barber Saab і Formula N у Мексиці. Так крок за кроком Хуан-Пабло завоював репутацію надшвидкого гонщика і майстра кваліфікації (він збирав до 80 % поулів за сезон). Кар'єрний ріст Монтойї тривав і упродовж наступних трьох років, коли він брав участь у британській серії Formula Vauxhall, а у 1996 році став чемпіоном Formula 3 у Великій Британії.

## Шлях у престижніші серії
В роки своєї юності спортсмен жив в Австрії, та відчував постійно фінансову скруту. Він уже думав про завершення кар'єри, коли йому запропонували взяти участь у перегонах серії Формула-3000 у сезоні 1997 року. Після успішних виступів протягом двох сезонів Монтоя зацікавив менеджерів команди Формули-1 Williams. Хуан-Пабло став тест-пілотом у цій команді. Незабаром, однак, у зв'язку з труднощами у команді колумбійця відправили змагатись у США у серію CART. І там Монтоя показав себе, ставши наймолодшим чемпіоном у серії.
У 2000 році після гонки в Індіанаполісі було укладено контракт, за яким Хуан-Пабло став бойовим пілотом команди Williams на два роки. У міжсезоння Монтоя активно брав участь у тестах.

## Формула-1

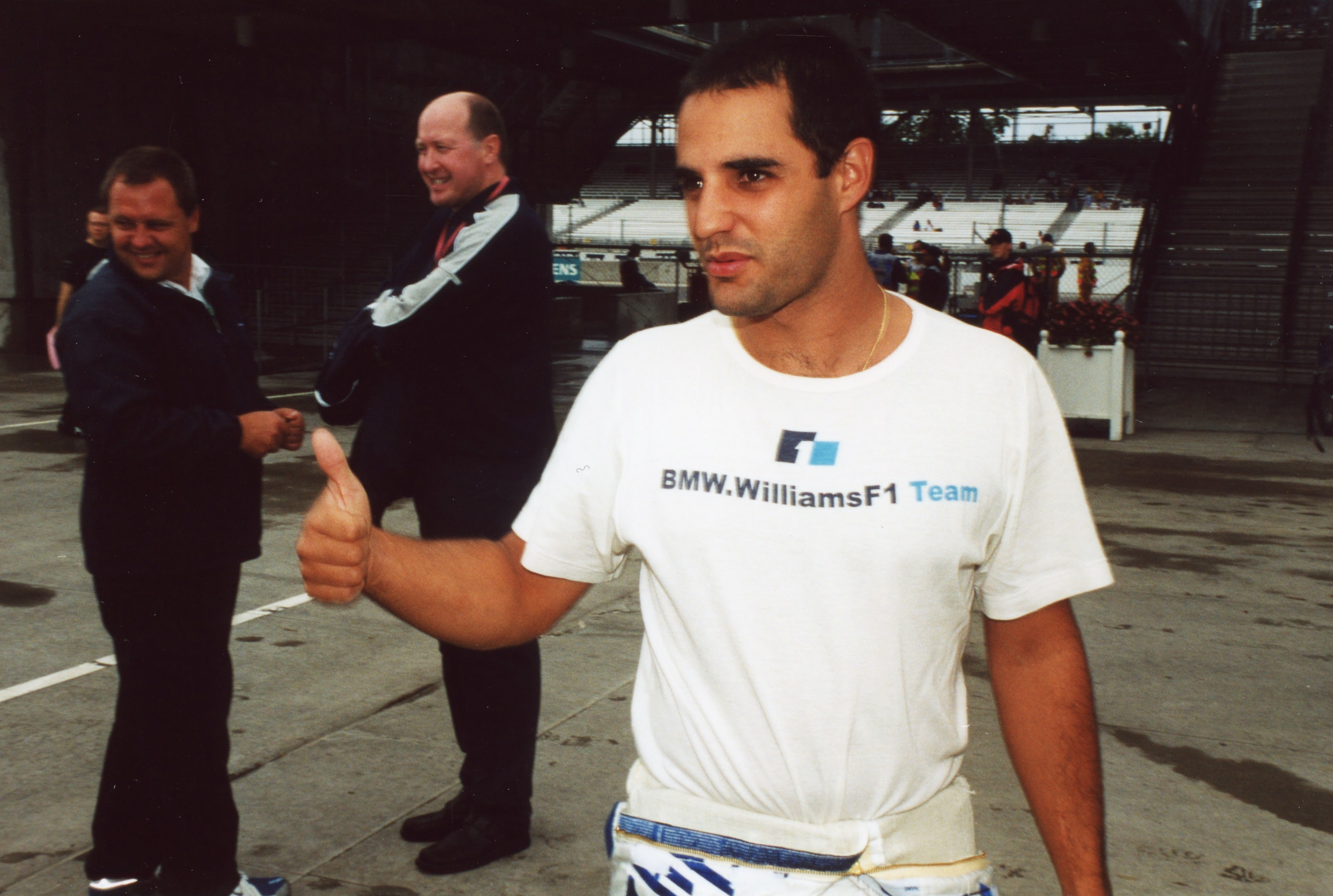
Хуан-Пабло Монтоя (Indianapolis, 2002)

### Сезон2001 року
Дебют Монтойї як основного пілота відбувся 4 березня 2001 Року у команді Williams, і вже через місяць про нього заговорили усі, коли він випередив Міхаеля Шумахера під час рестарту гонки на Гран-прі Бразилії. Хуан-Пабло міг перемогти уже у своїй третій гонці у Формулі-1, але Йос Ферстаппен, що відставав на коло врізався в його болід на вході у поворот. У тому сезоні Монтоя показав себе відмінним гонщиком і став улюбленцем багатьох вболівальників і коментаторів.
Незважаючи на те, що у команди в тому сезоні були проблеми з надійністю, Монтоя завоював три поули, чотири подіуми і свій перший золотий кубок на Гран-прі Італії 2001 у Монці.

### Сезон2002 року
Протягом усього сезону на трасі домінували Феррарі Міхаеля Шумахера і Рубенса Баррікелло, практично не даючи шансів іншим пілотам на місце вище третього. Хуан-Пабло не приніс команді Williams жодної перемоги, однак неодноразово кидав виклик лідерам і 7 разів ставав володарем поула. В кваліфікації до Гран-при Італії Хуан-Пабло встановив абсолютний рекорд часу на колі.

### Сезон2003 року
До сезону 2003 року команда Williams змогла створити болід, який краще підходив під стиль водіння Монтойї. Однак, не дивлячись на позитивні тенденції, команда Williams була далекою від ідеального стану. Не дуже надійні двигуни і надлишкова повертальність часто заважали гонщику проявити свій талант.
Починаючи з Гран-Прі Монако, у якому перемогу отримав Монтоя, результати виступів команди різко покращились. Але все ж команді не завжди вдавалось підібрати вдалі для Монтойї налаштування. Крім того, партнер Монтойї Ральф Шумахер користувався більшою прихильністю адміністрації команди, і тактичні рішення часто приймалися не на користь колумбійця. У результаті одного з таких рішень під час Гран-прі Франції Монтоя обмінявся з керівництвом команди декількома різкими фразами. Після цього інциденту Монтоя отримав від команди письмову догану, а через два тижні команда McLaren оголосила, що збирається підписати контракт з Монтоєю на виступи починаючи із сезону 2005 року.
Невдачі суперників і блискучі виступи самого Хуана-Пабло дозволили йому боротися за титул чемпіона, особливо після перемоги на Гран-прі Німеччини. Однак, це була його остання перемога у сезон. Покарання у вигляді проїзду по піт-лейн на Гран-прі США після зіткнення з Рубенсом Баррікелло поклало край надіям на чемпіонський титул. У заключній гонці сезону Гран-прі Японії — Монтоя, будучи лідером, зійшов з дистанції через технічні проблеми, втративши тим самим і можливість завоювати для команди Кубок конструкторів.

### Сезон2004 року

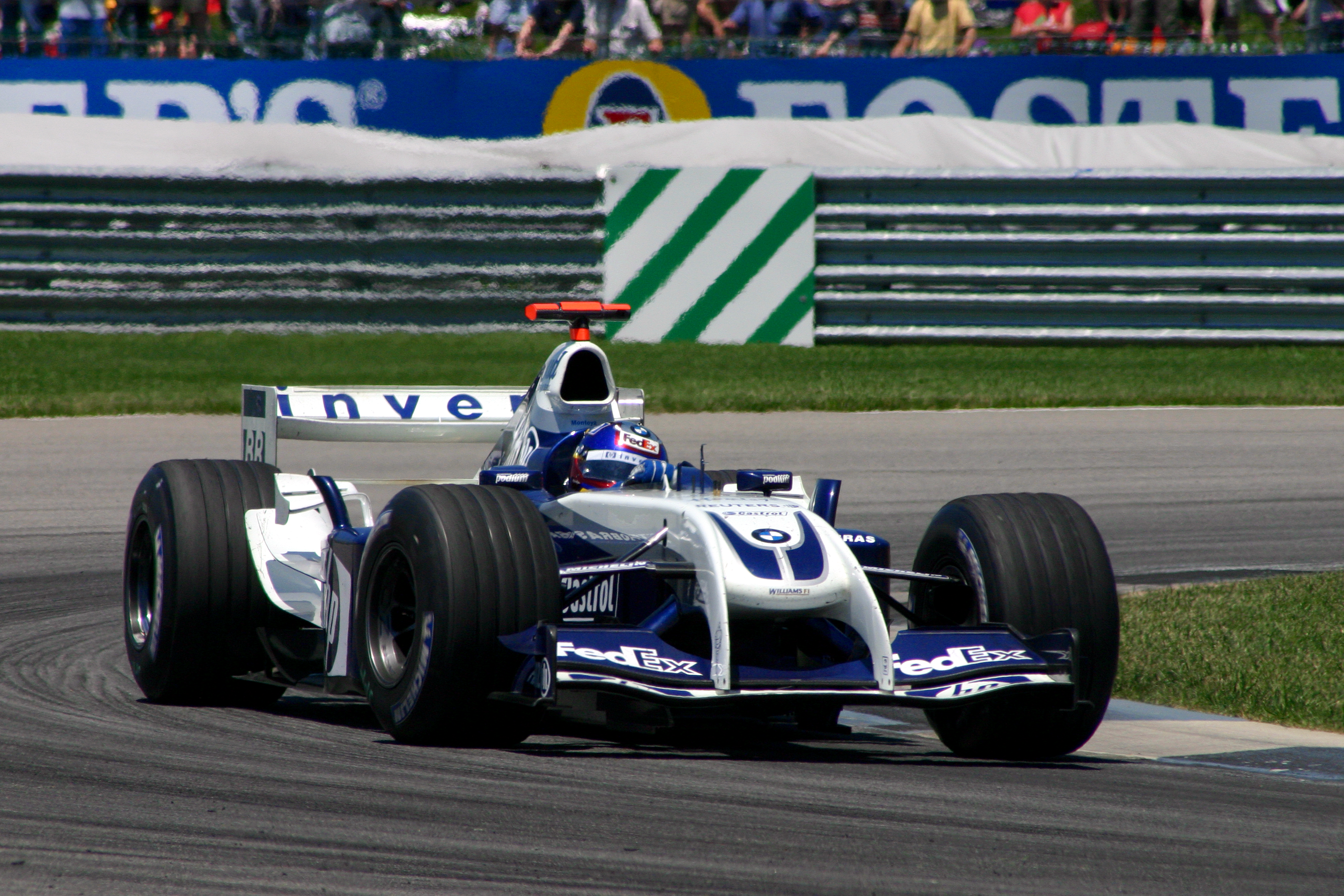
Хуан-Пабло Монтоя у перегонах за команду Williams на Гран-прі США (2004)

Нелегким для Монтойї став і сезон 2004 року через складнощі з налаштуваннями і неідеальні відносини з керівництвом команди. Перша і єдина перемога у цьому сезоні була отримана на останній гонці сезону Гран-прі Бразилії на автодромі Інтерлагос — вона стала блискучим останнім акордом у його відносинах з Williams. З наступного сезону він перейшов у команду McLaren.

### Сезон2005 року
Яскравим для Монтойї став 2005 рік: час надій і розчарувань, ефектних маневрів і грубих помилок. На початку сезону Хуан-Пабло провів лише дві гонки. Після Гран-прі Малайзії він серйозно травмував плече. Згідно з офіційною версією, травма сталась під час гри в теніс, а чутки приписували травму після падіння з мотоцикла. Через це Хуану-Пабло довелось пропустити дві гонки.
На Гран-прі Канади, будучи в двох кроках від заповітної перемоги, Монтойю було дискваліфіковано за виїзд з піт-лейн під червоне світло. Після Гран-прі США, яке фактично було зірване через браковану партію гуми, що була поставлена для перегонів компанією Michelin великі надії покладались на перемогу у Гран-прі Франції, але підвела підвіска. Не зміг він фінішувати і у Гран-прі Угорщини.
Проблеми з надлишковою повертальністю переслідували Монтойю ще сильніше, ніж у роки його перебування у команді Williams. Особливо запам'ятались його розвороти у Гран-прі Іспанії і на кваліфікації у Гран-прі Німеччини (тоді він не зміг закінчити кваліфікаційне коло і стартував з останньої позиції, однак блискуче провів гонку і фінішував другим).

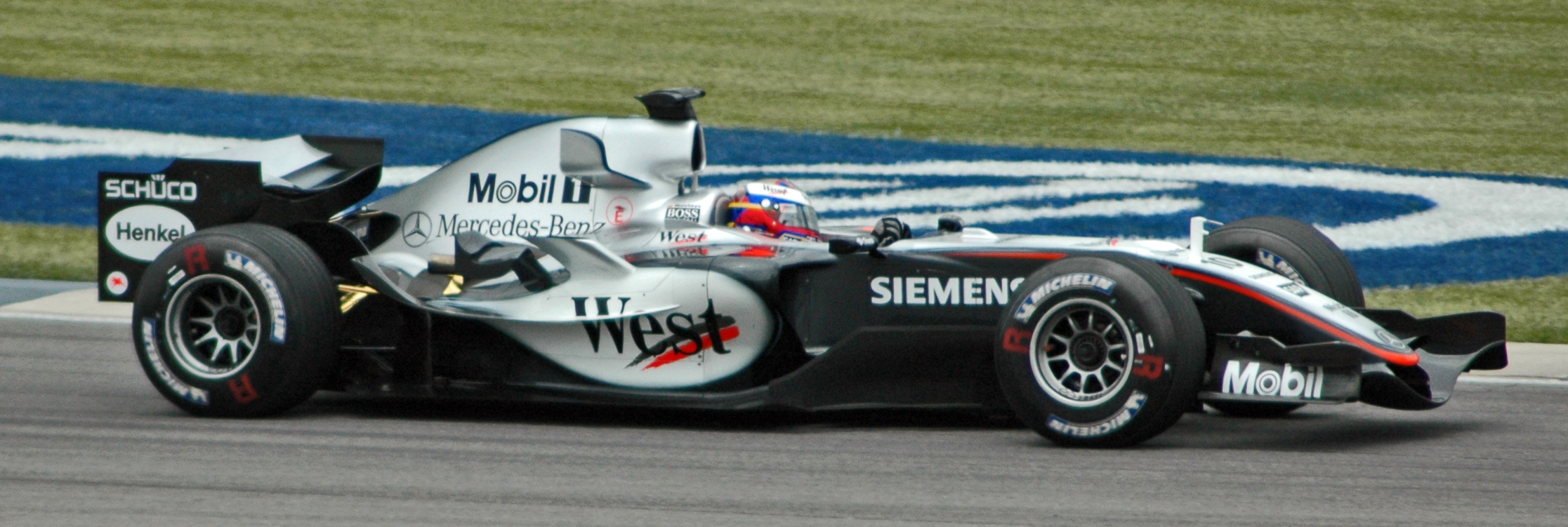
Хуан-Пабло Монтоя на кваліфікації Гран-прі США (2005)

По ходу сезону сталася і низка конфліктів з коловими. На Гран-Прі Туреччини Тьягу Монтейру, що відставав на коло, розвернув машину Монтойї, а у гонці за Гран-прі Бельгії у Спа-Франкоршамі Антоніо Піццонія не справився з керуванням після заміни гуми і вибив болід Хуана-Пабло з траси. Враховуючи, що Кімі Ряйкконен конкурував з Фернандо Алонсо за звання чемпіона світу, командна тактика в McLaren сприяла фіну але не колумбійцю.
Не зважаючи на проблеми, він отримав і видатні перемоги. Свою першу перемогу за кермом McLaren Хуан-Пабло отримав на домашньому для команди Гран-прі Великої Британії, де у першому ж повороті захопив лідерство у перегонах, красивим маневром випередивши лідера чемпіонату Фернандо Алонсо. Вболівальникам запам'яталась і перемога на Гран-прі Італії, де під час тренувань колумбієць вперше у формульній історії автодрому Монца пройшов коло за менше, ніж 80 секунд, та встановив неофіційний рекорд швидкості Ф1 у гоночній конфігурації у 372 км/год.
Наприкінці сезону Монтоя подякував команді за титанічні зусилля потрачені на налаштування машини, завдяки яким він став почувати себе за кермом McLaren MP4-20 зручніше, ніж на початку сезону. На Гран-прі Бразилії команда McLaren врешті-решт змогла реалізувати свій потенціал у повній мірі і заробити заповітні 18 очок: Монтоя прийшов до фінішу першим, а його партнер Кімі Ряйкконен — другим. На жаль, успіхи Монтойї у 2005 році на цьому і закінчились: на двох останніх гонках він не зміг доїхати до фінішу.

### Сезон2006 року

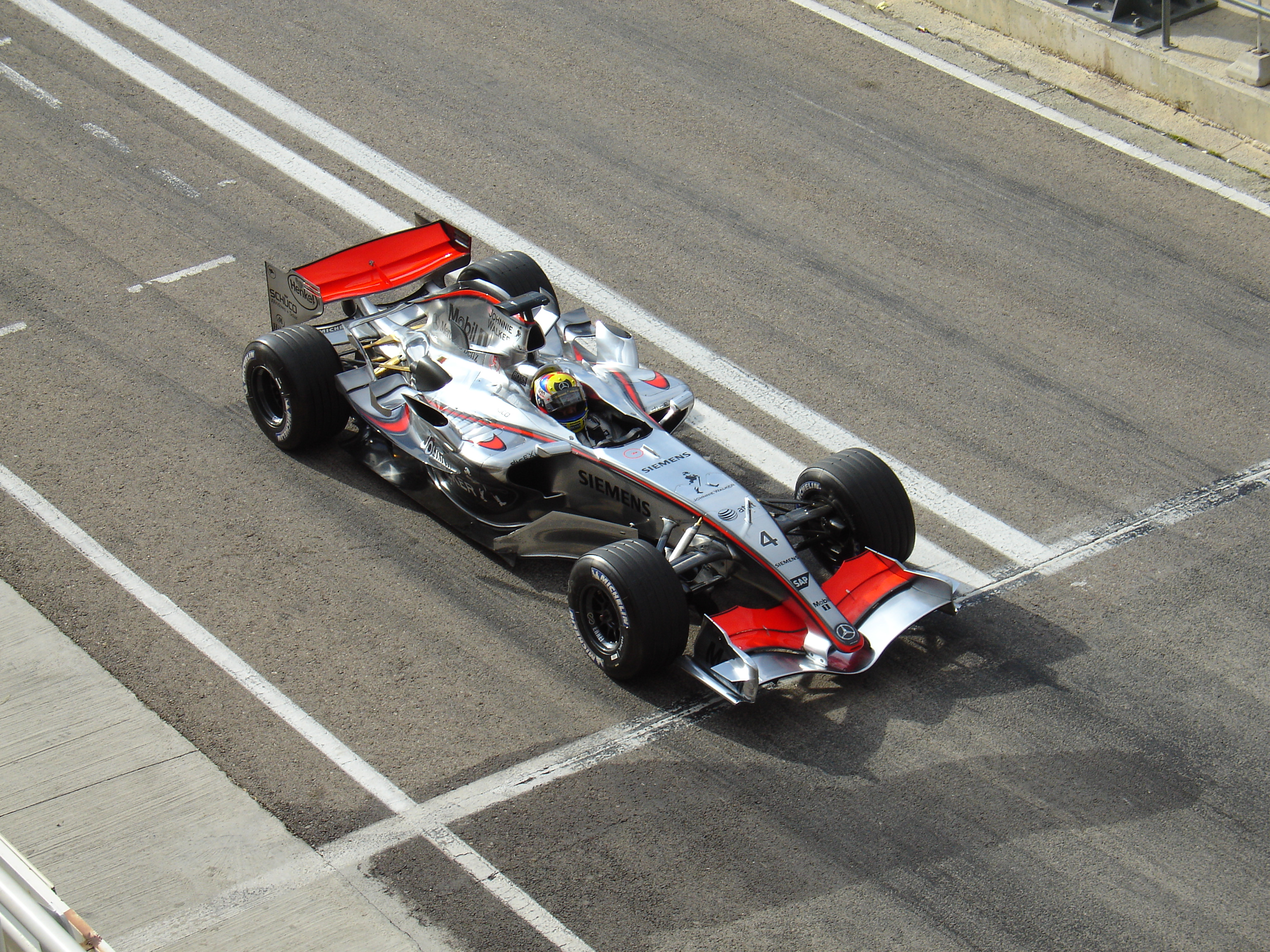
Хуан-Пабло Монтоя на передсезонних тестах (2006)

Сезон 2006 року у Формулі-1 розпочався для Хуана-Пабло тим, що він дізнався про підписання контракту діючого чемпіона світу Фернандо Алонсо на виступи у складі команди McLaren у 2007 році. З цього випливало, що команда продовжить контракт лише з одним з діючих пілотів Кімі Ряйкконеном або з ним. Шанси Ряйкконена були вищими за результатами виступів. Тому подальша кар'єра Монтойї залежала від рішення Ряйкконена: чи він залишиться у McLaren, чи перейде в іншу команду.
У ході перших трьох гонок сезону 2006 року Монтоя показував слабкі результати. Йому не вдавалось покращити свою позицію зі старту гонки на Гран-прі Бахрейну та Гран-прі Малайзії. Проблеми з двигуном не дали можливості досягати високої швидкості на прямих ділянках.
На Гран-прі Австралії Монтоя добре провів перегони, але допустився декілька критичних помилок. Його автомобіль розвернуло на стартовій прямій після завершення прогрівального кола, і якщо би не Джанкарло Фізікелла, двигун якого заглох, Хуану-Пабло довелось би стартувати з останньої лінії стартового поля. У результаті він все ж стартував зі своєї позиції, але цей інцидент не порадував керівництво команди. Хуан-Пабло Монтоя всю гонку претендував на 3-тє місце, але у підсумку достроково зійшов з дистанції через відмову електроніки після власної помилки та вильоту з траси в останньому повороті.
На кваліфикаціях Гран-прі Сан-Марино Монтойї довелось використати запасний автомобіль, через проблеми з тиском пального. Двигун з його автомобіля було переставлено на запасний і, таким чином, вдалось уникнути покарання у вигляді переміщення на 10 місць на стартовій решітці. Хуан-Пабло показав у кваліфікації 7-й результат, випередивши партнера по команді Кімі Ряйкконена. У перегонах Монтоя фінішував на третьому місці і уперше в сезоні опинився на подіумі.
Гран-прі Європи і Гран-прі Іспанії були невдалими для Монтойї. На Нюрбургрингу (Гран-прі Європи він кваліфікувався дев'ятим, але опинився позаду трафіку практично на всю гонку, аж поки за декілька кіл до фінішу у нього не згорів двигун. У Гран-прі Іспанії Хуан-Пабло вперше у сезоні не зміг потрапити у кваліфікації у першу десятку — він показав лише 12-й результат. З повними баками пального і стратегією на один заїзд на піт-стоп він надіявся на хороший результат у гонці, але його розвернуло і він вилетів з траси.
На Гран-прі Монако Хуан-Пабло вдруге за сезон піднявся на подіум — він фінішував другим позаду чемпіона світу Фернандо Алонсо. Він стартував з четвертого місця, але покращив свою позицію через невдачі Марка Веббера та Кімі Ряйкконена, що були попереду.
У липні 2006 року Монтоя і директор команди McLaren Рон Денніс офіційно заявили, що Монтоя покидає команду. Із сезону 2007 року він почав виступати в перегонах серії NASCAR за команду «Chip Ganassi Racing».

## NASCAR

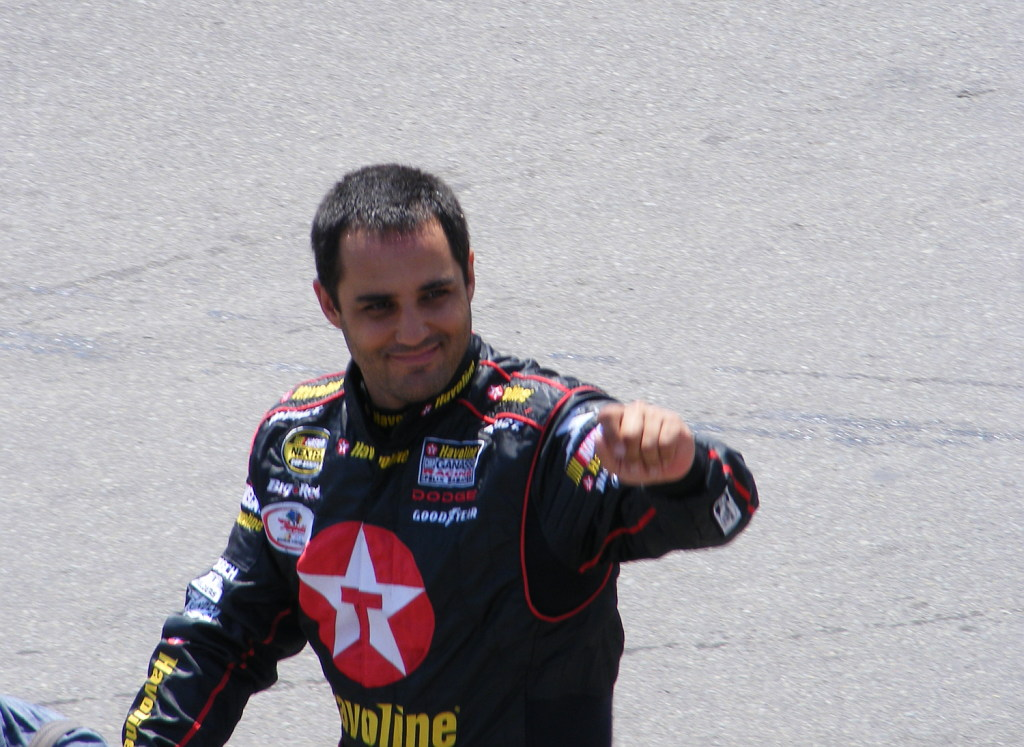
Монтоя вітає глядачів перед стартом перегонів «Пенсильванія 500» (2007)

Перебравшись за океан, Хуан-Пабло виграв у січні 2007 року знамениті перегони «24 години Дайтони» на спортивних прототипах.
Сезон у NASCAR проходив нерівно, але отримавши одну перемогу у «Nascar Nextel Cup», він зайняв у чемпіонаті 20-е місце і переміг у заліку новачків. Також у цьому ж році була отримана перемога в рамках чемпіонату «Nascar Bush Series» у Мексиці. Проте гонка була затьмарена неприємним інцидентом: незадовго до фінішу в боротьбі за лідерство Монтоя вибив з траси свого напарника Скотта Пруетта.
27 січня 2008 року Хуан-Пабло знову отримав перемогу у марафоні «24 години Дайтони», а у 2013-му переміг у ньому втретє.

## Результати у Формулі-1

### Загальна статистика за чемпіонатами
- 2001: 6-те місце в особистому заліку, 31 очко, 1 перемога, 3 поули (команда Williams)
- 2002: 3-тє місце в особистому заліку, 50 очок, 0 перемог, 7 поулів (команда Williams)
- 2003: 3-тє місце в особистому заліку, 82 очка, 2 перемоги, 1 поул (команда Williams)
- 2004: 5-те місце в особистому заліку, 58 очок, 1 перемога, 0 поулів (команда Williams)
- 2005: 4-те місце в особистому заліку, 60 очок, 3 перемоги, 1 поул (команда McLaren)
- 2006: 8-ме місце в особистому заліку, 26 очок, 0 перемог, 0 поулів (команда McLaren)

### Подіуми і перемоги
- 2001:
  - Гран-прі Іспанії 2001 2-ге місце;
  - Гран-прі Європи 2001 2-ге місце
  - Гран-прі Італії 2001 1-ше місце
  - Гран-прі Японії 2001 2-ге місце
- 2002:
  - Гран-прі Австралії 2002 2-ге місце
  - Гран-прі Малайзії 2002 2-ге місце
  - Гран-прі Іспанії 2002 2-ге місце
  - Гран-прі Австрії 2002 3-тє місце
  - Гран-прі Великої Британії 2002 3-є місце
  - Гран-прі Німеччини 2002 2-ге місце
  - Гран-прі Бельгії 2002 3-тє місце
- 2003:
  - Гран-прі Австралії 2003 2-ге місце
  - Гран-прі Монако 2003 1-ше місце
  - Гран-прі Канади 2003 3-тє місце
  - Гран-прі Європи 2003 2-ге місце
  - Гран-прі Франції 2003 2-ге місце
  - Гран-прі Великої Британії 2-ге місце
  - Гран-прі Німеччини 2003 1-ше місце
  - Гран-прі Угорщини 2003 3-тє місце
  - Гран-прі Італії 2003 2-ге місце
- 2004:
  - Гран-прі Малайзії 2004 2-ге місце
  - Гран-прі Сан-Марино 2004 3-тє місце
  - Гран-прі Бразилії 2004 1-ше місце
- 2005:
  - Гран-прі Великої Британії 2005 1-ше місце
  - Гран-прі Німеччини 2005 2-ге місце
  - Гран-прі Туреччини 2005 3-тє місце
  - Гран-прі Італії 2005 1-ше місце
  - Гран-прі Бразилії 1-ше місце
- 2006:
  - Гран-прі Сан-Марино 2006 3-тє місце
  - Гран-прі Монако 2006 2-ге місце

## Повна таблиця результатів
| Приклад      | Опис                                                              |
| ------------ | ----------------------------------------------------------------- |
| 1            | Переможець                                                        |
| 2            | Друге місце                                                       |
| 3            | Третє місце                                                       |
| 5            | Фінішував у очковій зоні                                          |
| 12           | Фінішував поза очковою зоною                                      |
| НКЛ          | Фінішував, але не класифікований                                  |
| Схід         | Не фінішував і не класифікований                                  |
| НКВ          | Не кваліфікований                                                 |
| НПКВ         | Не передкваліфікований                                            |
| ДСК          | Дискваліфікований                                                 |
| ТТР          | Брав участь тільки в тренуваннях                                  |
| тест         | Тестер по п'ятницях (з 2003 року)                                 |
| НС           | Брав участь у Гран-прі як бойовий пілот, але не стартував у гонці |
| Т            | Травмований чи хворий                                             |
| Викл         | Виключений із протоколу                                           |
| Від          | Відмова від участі                                                |
| НТР          | Не брав участі в тренуваннях                                      |
| НПР          | Не прибув на Гран-прі                                             |
| С            | Гонка скасована                                                   |
|              | Не брав участі                                                    |
| Жирний шрифт | Поул-позиція                                                      |
| Курсив       | Швидке коло                                                       |

Жирним шрифтом позначені етапи, на яких гонщик стартував з поулу. Курсивом позначені етапи, на яких гонщик мав найшвидше коло.
| Рік  | Команда  | 1        | 2        | 3        | 4        | 5        | 6        | 7        | 8        | 9        | 10       | 11    | 12       | 13       | 14       | 15       | 16       | 17    | 18       | 19       | Місце в чемпіонаті | Очки в чемпіонаті |
| ---- | -------- | -------- | -------- | -------- | -------- | -------- | -------- | -------- | -------- | -------- | -------- | ----- | -------- | -------- | -------- | -------- | -------- | ----- | -------- | -------- | ------------------ | ----------------- |
| 2001 | Williams | AUS Схід | MAL Схід | BRA Схід | SMR Схід | ESP 2    | AUT Схід | MON Схід | CAN Схід | EUR 2    | FRA Схід | GBR 4 | GER Схід | HUN 8    | BEL Схід | ITA 1    | USA Схід | JPN 2 |          |          | 6                  | 31                |
| 2002 | Williams | AUS 2    | MAL 2    | BRA 5    | SMR 4    | ESP 2    | AUT 3    | MON Схід | CAN Схід | EUR Схід | GBR 3    | FRA 4 | GER 2    | HUN 11   | BEL 3    | ITA Схід | USA 4    | JPN 4 |          |          | 3                  | 50                |
| 2003 | Williams | AUS 2    | MAL 12   | BRA Схід | SMR 7    | ESP 4    | AUT Схід | MON 1    | CAN 3    | EUR 2    | FRA 2    | GBR 2 | GER 1    | HUN 3    | ITA 2    | USA 6    | JPN Схід |       |          |          | 3                  | 82                |
| 2004 | Williams | AUS 5    | MAL 2    | BHR 13   | SMR 3    | ESP Схід | MON 4    | EUR 8    | CAN дск  | USA дск  | FRA 8    | GBR 5 | GER 5    | HUN 4    | BEL Схід | ITA 5    | CHN 5    | JPN 7 | BRA 1    |          | 5                  | 58                |
| 2005 | McLaren  | AUS 6    | MAL 4    | BHR Т    | SMR Т    | ESP 7    | MON 5    | EUR 7    | CAN дск  | USA НС   | FRA Схід | GBR 1 | GER 2    | HUN Схід | TUR 3    | ITA 1    | BEL 14   | BRA 1 | JPN Схід | CHN Схід | 4                  | 60                |
| 2006 | McLaren  | BHR 5    | MAL 4    | AUS Схід | SMR 3    | EUR Схід | ESP Схід | MON 2    | GBR 6    | CAN Схід | USA Схід | FRA - | GER -    | HUN -    | TUR -    | ITA -    | CHN -    | JPN - | BRA -    |          | 8                  | 26                |

## Результати виступів вІнді-500
| Рік  | # | Команда                        | Шасі    | Мотор             | Шини | Старт | Фініш | Час |
| ---- | - | ------------------------------ | ------- | ----------------- | ---- | ----- | ----- | --- |
| 2000 | 9 | США Target Chip Ganassi Racing | G-Force | Oldsmobile Aurora |      | 2     | 1     |     |